# Combat de Sèvres
Campagne des Cent-Jours
Septième Coalition
Batailles
Batailles des Cents-Jours
Campagne du duc d'Angoulême
- Ajaccio
- Bonifacio
- Montélimar
- Loriol

Campagne de Belgique
- Ligny
- Quatre-Bras
- Waterloo
- Wavre

Campagne de France de 1815
- Maubeuge
- Huningue
- La Souffel
- Vélizy
- Rocquencourt
- Sèvres
- Issy

Guerre napolitaine
- Panaro
- Ferrare
- Occhiobello
- Carpi
- Casaglia
- Ronco
- Cesenatico
- Pesaro
- Scapezzano
- Tolentino
- Ancône
- Castel di Sangro
- San Germano
- Gaète

Guerre de Vendée et Chouannerie de 1815
- Les Échaubrognes
- L'Aiguillon
- Aizenay
- Sainte-Anne-d'Auray
- Cossé
- Saint-Gilles-sur-Vie
- Redon
- Les Mathes
- Muzillac
- Rocheservière
- Thouars
- Auray
- Châteauneuf-du-Faou
- Guérande
- Fort-la-Latte

Le combat de Sèvres, qui eut lieu les 2 et 3 juillet 1815, oppose les forces françaises aux forces prussiennes  et marque le dernier combat de la Septième Coalition.

## Préambule
Après avoir rencontré, par hasard, une avant-garde de cavalerie prussienne qui fut mise en déroute à Vélizy, celle-ci, poursuivie par la cavalerie française en direction de Saint-Germain-en-Laye en passant par Versailles, tomba dans une embuscade tendue par le général Piré.

À l'issue de cette victoire, le général Exelmans continua son mouvement sur Saint-Germain-en-Laye, mais ayant rencontré à Louveciennes, près de Marly-le-Roi, un corps d'infanterie considérable, il jugea prudent de faire retraite, plutôt que de l'affronter sur un terrain peu propice aux mouvements de cavalerie, car très boisé, et avec des forces aussi disproportionnées.

Il revint sur Montrouge, laissant les Prussiens s'établir sur la rive gauche de la Seine.
Le 2 juillet, Blücher occupa militairement Versailles, ordonna aux habitants de livrer toutes leurs armes et quand nul ne fut plus en état de se défendre ou de se venger, il ordonna le pillage. Un grand nombre de maisons furent ravagées et de la manufacture d'armes il ne resta que les murs. Les villages de Rocquencourt, du Chesnay et de Vélizy subirent le même sort.

Les troupes prussiennes fortes de 45 000 hommes se dirigèrent ensuite pour partie sur Montrouge et pour partie sur Meudon appuyant son aile droite au Plessis-Piquet et son aile gauche à Saint-Cloud avec sa réserve à Versailles.

## Le combat
Le 2 juillet à 11 heures du matin, Blücher engagea une canonnade à partir des hauteurs d'une ligne Châtillon-Sèvres-Saint-Cloud occupées par le 1er corps de l'armée prusso-saxonne commandée par le général von Zieten. Le but de Blücher était de forcer le passage de la Seine aux ponts de Sèvres et de Saint-Cloud, tenu par trois bataillons et un peloton de lanciers polonais, comprenant en tout 3 000 hommes environ, sous les ordres du colonel Trep et de l'adjudant-commandant Carrion-Nizas.
Les Prussiens établirent une batterie sur les hauteurs du parc de Saint-Cloud qui battait le nouveau et l'ancien pont de Sèvres ; une seconde batterie était positionnée à la maison Coislin qui gardait la grand route de Paris à Versailles et la troisième positionnée sur les hauteurs de Bellevue prenant sous son feu l'île boisée de la Seine, à l'extrémité de laquelle se trouvait l'ancien pont de Sèvres. Le bombardement des positions françaises commença, les tirailleurs prussiens s'engagèrent. Les troupes françaises, profitant de la géographie du terrain, des bosquets de l'île, des maisons et murailles d'enclos qui avaient été crénelées sur la rive droite, faisaient un feu meurtrier sur l'assaillant dès qu'il débouchait à découvert des maisons et des ruelles de Sèvres.
Trompés par les barricades que les Français avaient placés sur le nouveau pont, les Prussiens s'y engagèrent et furent accueillis par un feu nourri et bien dirigé qui leur occasionna de grandes pertes. Vers 20 heures, les tirailleurs du général Vandamme, venant d'Issy et de Vanves, s'avancèrent sur la rive gauche pour faire diversion à l'attaque de Sèvres et harcelèrent l'ennemi sur son flanc et ses arrières. Le combat dura jusqu'à 22 heures, au moment où les deux parties cessèrent le feu et se retirèrent.
Le 3 juillet au matin, les Prussiens recommençaient quelques faibles attaques sur les deux ponts de Sèvres quand les Français, après d'ultimes et infructueuses tentatives de reprendre Issy, demandèrent la suspension d'armes qui allait mener à l'armistice mettant fin aux hostilités. Alors, les communications entre les deux armées[Lesquelles ?] se trouvaient établies par un pont que le duc de Wellington avait fait jeter à Argenteuil. Un corps anglais était passé sur la rive gauche de la Seine, occupant Nanterre et le Mont Valérien.